# Пересунько Леонід Миколайович
Леонід Миколайович Пересунько (1942, село Антонівка, тепер Шполянського району Черкаської області — ?) — український радянський діяч, новатор виробництва, старший апаратник Черкаського заводу хімічних реактивів. Депутат Верховної Ради УРСР 11-го скликання.

## Біографія
Народився в селянській родині. Освіта середня.
З 1959 року — колгоспник колгоспу «Дружба» Шполянського району Черкаської області. Служив у Радянській армії.
У 1966 році закінчив Черкаське професійно-технічне училище № 8.
З 1966 року — робітник, майстер, старший апаратник цеху № 6 Черкаського заводу хімічних реактивів імені XXV з'їзду КПРС.
Проживав у місті Черкаси Черкаської області.

## Нагороди
- орден Трудової Слави ІІІ ст.
- медаль «За доблесну працю. В ознаменування 100-річчя з дня народження Володимира Ілліча Леніна» (1970)
- медалі
- диплом ВДНГ СРСР ІІІ-го ступеня